# 开放汽车联盟
开放汽车联盟（英語：Open Automotive Alliance，简称）是数家汽车制造商与科技公司组成的联盟，于2014年1月6日在拉斯维加斯国际消费电子展上宣告成立，旨在令汽车使用Android操作系统。

## 成员
- 奥迪[2]
- 通用汽车[2]
- 谷歌[2]
- 丰田[2]
- 现代[2]
- 英伟达[2]